# Маргулис, Марк Моисеевич
Марк Моисе́евич Маргу́лис (родился 16 октября 1948, с. Клязьма Пушкинского района Московской области, РСФСР) — художник, скульптор, детский педагог, член Международной конфедерации Союзов художников, вице-президент Международной ассоциации «Искусство народов мира».

## Биография
Родился 16 октября 1948 года в селе Клязьма Пушкинского района Московской области. В 1977 году закончил Московский электротехнический институт связи. С 1982 по 1986 годы учился в Московском педагогическом государственном университете им. Ленина на художественно-графическом факультете.

## Преподавательская деятельность
Свою карьеру начинал учителем черчения и ИЗО в средних общеобразовательных школах Москвы. В 1980 году организовал школьный кружок керамики. В 1983 году основал Детскую экспериментальную студию синтеза искусств «Колор», которая с 1987 года под его руководством работает при Московском зоопарке. В 1991 году сформулировал метод эстетического воспитания школьников и дошкольников, предлагающий объединение в образовательном процессе элементов творческой (живопись, лепка, музыка, пластический театр) и игровой деятельности.

## Социально-культурная деятельность
Автор проекта по созданию «Московского международного музея детского искусства» на основе собрания из 45000 работ учеников студии «Колор» возраста от 1 до 17 лет из России, Казахстана, Украины, Армении, Грузии, Франции, Англии, США, Германии, Испании, Португалии, Японии, Египта, Конго, Австралии, Польши.
Организатор многолетней передвижной выставки «Учитель и Ученики» по художественным музеям городов России, которая проводилась в Иваново, Кинешме, Вичуге, Пучеже, Ярославле, Рыбинске, Мышкине, Калуге, Владимире, Туле с 2006 года. На выставках демонстрировались живопись, графика, декоративно-прикладное искусство, архитектурные объекты.
Организовал пять Международных экологических фестивалей «Экология. Дети. Творчество», которые проводились в России и за рубежом.

## Выставки
Картины художника находятся в 17 музеях России и зарубежья. С 1983 года состоялось более 100 выставок работ художника, из них наиболее значимые:
- 2000, 2004, 2005, 2006 гг. — Центральный дом художника (Москва)[10][11]
- 2007 г. — Областной художественный музей (Калуга)[12]
- 2008 г. — Областной художественный музей (Иваново)[13]
- 2008 г. — Галерея «Беляево» (Москва)[14]
- 2012 г. — Галерея «На Чистых Прудах» (Москва)[15]